# Administration de Saint-Malo

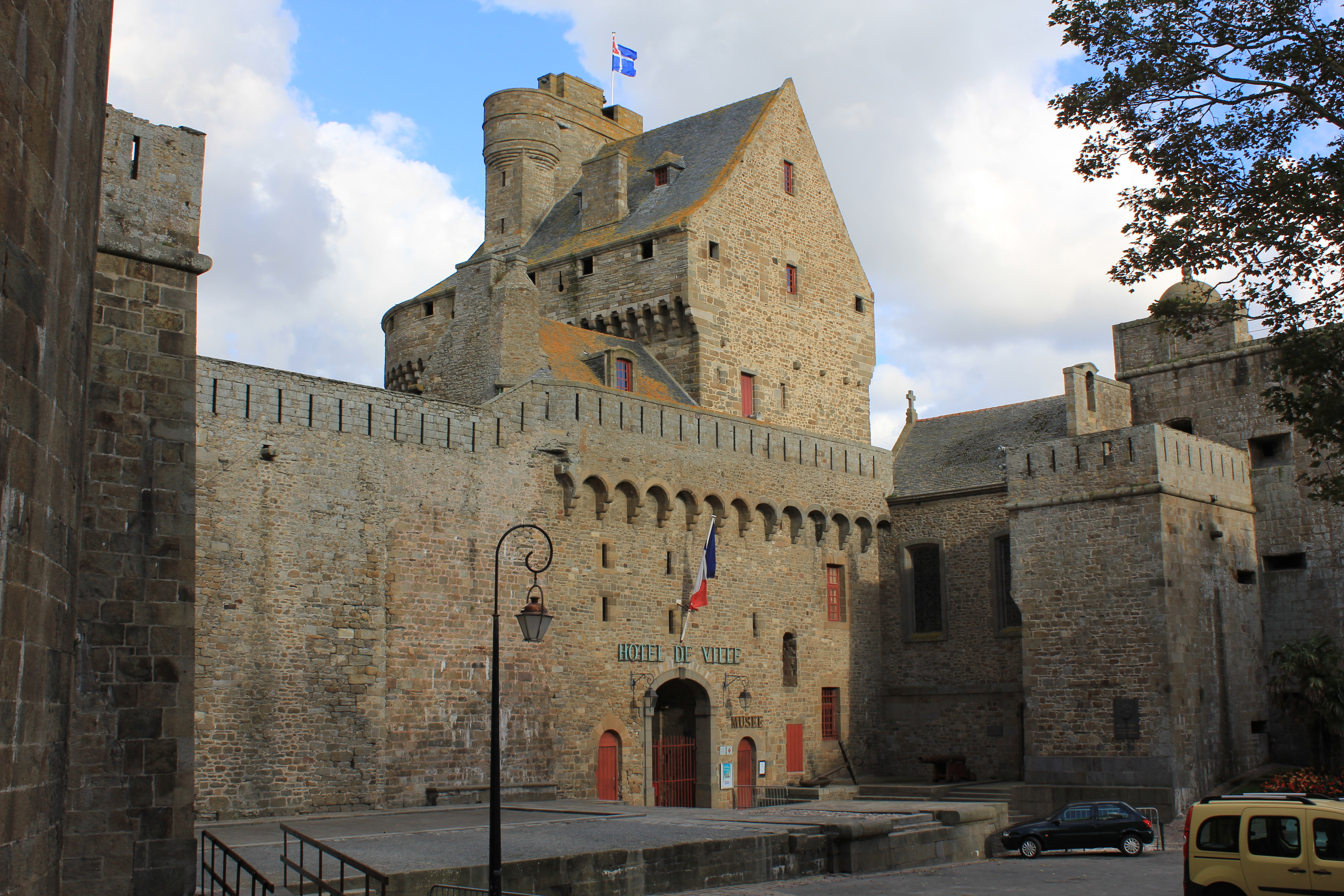
L'hôtel de ville de Saint-Malo situé dans le château de Saint-Malo.

L'administration municipale de Saint-Malo est dirigée depuis le 3 juillet 2020 par son maire, Gilles Lurton.
La stagnation du nombre de ses habitants après la Seconde Guerre mondiale a amené Saint-Malo[réf. nécessaire] à fusionner en 1967 avec deux communes limitrophes, Paramé et Saint-Servan-sur-Mer, malgré la vieille rivalité entre Saint-Servan et Saint-Malo. Le nom de Saint-Malo a été appliqué à l'ensemble.

## Rattachements administratifs et électoraux
La ville est une sous-préfecture de l'Ille-et-Vilaine et a été le chef-lieu du canton de Saint-Malo  de 1793 à 1967, année où celui-ci est scindé. La commune devient alors le chef-lieu des cantons de Saint-Malo-Nord (formé d'une partie de Saint-Malo) et de Saint-Malo-Sud (autrefois canton de Saint-Servan-sur-Mer) formé d'une partie de Saint-Malo et des communes de La Gouesnière et Saint-Jouan-des-Guérets. 
Dans le cadre du redécoupage cantonal de 2014 en France, Saint-Malo est désormais le bureau centralisateur de deux nouveaux cantons, celui de Saint-Malo-1 et celui de Saint-Malo-2.
Pour l'élection des députés, Saint-Malo fait partie depuis 1988 de la septième circonscription d'Ille-et-Vilaine.
Saint-Malo est jumelée avec Port-Louis, capitale de l'Île Maurice, depuis 1999.

## Liste des maires de Saint-Malo sous l'Ancien Régime
L'office de maire est créé en 1692.
| Période                                  | Période         | Identité | Étiquette | Qualité                                    |
| ---------------------------------------- | --------------- | --- | --------- | ------------------------------------------ |
| Les données manquantes sont à compléter. |                 | |           |                                            |
| 1693                                     | 1698            | Jean-Baptiste Aumaistre de Chassagne                                                                         |           |                                            |
| 1699                                     | 1701            | Jean Goret                                                                                                   |           | Sire de la Coudre                          |
| 1701                                     | 1704            | Jean Baptiste Séré                                                                                           |           | Sire de la Villemalterre                   |
| 1704                                     | 1708            | René Guillaudeu (1656-1737)                                                                                  |           | Sire du Plessis                            |
| 1708                                     | 1710            | François Le Fer                                                                                              |           | Sire du Pin                                |
| 1710                                     | 1713            | François-Auguste Gouin                                                                                       |           | Sire de Langrolay                          |
| 1713                                     | 1716            | Nicolas Géraldin                                                                                             |           | Sire de la Penty                           |
| 1716                                     | 1719            | Thomas Gravé                                                                                                 |           | Sire de la Chaisse et de la Motte          |
| 1719                                     | 1722            | Alain Gaillard                                                                                               |           | Sire de Launay                             |
| 1722                                     | 1725            | Pierre Éon                                                                                                   |           | Sire de Ponthaye                           |
| 1725                                     | 1728            | Alain Le Breton                                                                                              |           | Sire de la Plussinais                      |
| 1728                                     | 1731            | Gabriel Macé                                                                                                 |           | Sire de la Villéon                         |
| 1731                                     | 1738            | François Le Fer                                                                                              |           | Sire de Beauvais                           |
| 1738                                     | 1740            | François-Joseph Guillaudeu (1687-1776)                                                                       |           | Sire du Plessis                            |
| 1740                                     | 1751            | Guillaume Joliff (1689-1752)                                                                                 |           | Sire du Clos                               |
| 1751                                     | 1755            | Michel Picot                                                                                                 |           | Sire du Bois Feuillet                      |
| 1755                                     | 1758            | Pierre Le Breton                                                                                             |           | Sire de la Vieuville                       |
| 1758                                     | 1765            | Pierre Le Fer (1703-1777)                                                                                    |           | Sire de Chantelou                          |
| 1765                                     | 1770            | Nicolas White                                                                                                |           | Sire de Boisglé                            |
| 1770                                     | 1773            | Alain Le Breton de la Vieuville (1711-1789)                                                                  |           | Sire de la Vieuville                       |
| 1773                                     | 1777            | Nicolas-François Magon de la Villehuchet                                                                     |           |                                            |
| 1777                                     | 1786            | Alain Le Breton de la Vieuville (1711-1789)                                                                  |           | Sire de la Vieuville                       |
| 1786                                     | 1789            | Dominique-François Sébire de Longpré dit l'aîné                                                              |           |                                            |
| 27 juillet 1789                          | 10 février 1790 | Dominique-François Sébire de Longpré dit l'aîné Louis Blaize de Maisonneuve Jean de Varennes Jean Le Cudenet |           | Présidents successifs du Conseil permanent |

## Liste des maires depuis 1790
| Période | Période | Identité                                          | Étiquette                  | Qualité |
| ------- | ------- | ------------------------------------------------- | -------------------------- | --- |
| 1790    | 1791    | Claude Guy Louvel du Parc (1725-1793)             |                            | Avocat et notaire premier « maire constitutionnel » de Saint-Malo |
| 1791    | 1793    | Bernard Thomas Tréhouart (1754-1804)              |                            | Armateur Député à la Convention nationale (1793 → 1795) Commandant de la garde nationale de Saint-Malo Adjoint au ministre de la Marine (1793)                                                                               |
| 1793    | 1793    | Nicolas Perruchot de Longeville                   |                            | Exécuté en 1794 |
| 1793    | 1794    | Charles Moullin                                   | Jacobin                    | Apothicaire à l'amirauté de Saint-Malo Président du Comité révolutionnaire |
| 1794    | 1795    | Laurent Louvel                                    |                            | Avocat et notaire Fils de Claude Guy Louvel du Parc |
| 1795    | 1797    | Nicolas de Brecey                                 |                            | Magistrat |
| 1797    | 1799    | Louis-Pierre Martin                               |                            | |
| 1799    | 1800    | Henri-Louis Hovius (1756-1822)                    |                            | Imprimeur-libraire, magistrat. |
| 1800    | 1801    | Charles Augustin Étienne Dolley (1760-1803)       |                            | Négociant-armateur Commandant de la Garde nationale de Saint-Malo fin 1797 Démissionnaire |
| 1801    | 1808    | Nicolas de Brecey                                 |                            | Magistrat |
| 1808    | 1815    | Augustin Thomas (1765-1861)                       |                            | Négociant-armateur, armateur-corsaire Président de la chambre de commerce de Saint-Malo en 1808 Révoqué à la Restauration |
| 1815    | 1815    | Louis Thomazeau (1766-1834)                       |                            | Armateur-corsaire Beau-frère d'Augustin Thomas Maire par interim après la chute de Napoléon 1er |
| 1815    | 1829    | Auguste Jean-Marie Bizien du Lézard (1777-1852)   | Légitimiste                | Conseiller général d'Ille-et-Vilaine[réf. nécessaire] (1829 → 1831) |
| 1829    | 1830    | Henri Jean Joseph Apuril de Kerloguen (1776-1875) | Légitimiste                | |
| 1830    | 1855    | Louis-François Hovius (1788-1873)                 | Majorité ministérielle     | Armateur Fils de Henri-Louis Hovius, gendre d'Augustin Thomas Député d'Ille-et-Vilaine (1830 → 1832) |
| 1855    | 1870    | Charles Pierre Rouxin (1814-1891)                 | Bonapartiste               | Avocat Député au Corps législatif (1869 → 1870) |
| 1870    | 1871    | Achille Jouaust (1825-1889)                       |                            | Avocat Maire provisoire à la chute du Second Empire |
| 1871    | 1878    | Armand Houitte de La Chesnais (1801-1888)         |                            | Magistrat Conseiller général de Saint-Malo et Saint-Servant (1848 → 1864) Maire de La Gouesnière (1881 → 1888) |
| 1878    | 1882    | Auguste Hovius (1816-1896)                        | Républicain                | Fils de Louis-François Hovius Armateur, président du tribunal de commerce et président de la chambre de commerce de Saint-Malo en 1875 Député d'Ille-et-Vilaine (1878 → 1889) Conseiller général de Saint-Malo (1877 → 1896) |
| 1882    | 1883    | Louis Félix Martin (1843-1891)                    | Républicains progressistes | Avocat Conseiller général d'Ille-et-Vilaine[réf. nécessaire] Démissionnaire |
| 1884    | 1887    | Paul Follen (1812-1887)                           |                            | Capitaine au long cours puis négociant Président du Tribunal de Commerce |
| 1887    | 1887    | Jean-Marie Hamon (1823-1903)                      |                            | Maire par intérim |
| 1887    | 1891    | Louis Félix Martin (1843-1891)                    | Républicains progressistes | Avocat Conseiller général d'Ille-et-Vilaine[réf. nécessaire] Décédé en fonctions |
| 1892    | 1896    | Jean-Marie Hamon (1823-1903)                      |                            | Commerçant, juge puis président du tribunal de commerce Président de la Sté d'histoire et d'archéologie de l'arrdt de Saint-Malo (1900 → 1901)                                                                               |
| 1896    | 1902    | Charles Jouanjan (1852-1913)                      | Républicain                | Avocat Conseiller général de Saint-Malo (1900 → 1913) |
| 1902    | 1904    | Auguste Le Ny (1857-1906)                         |                            | Officier d'Infanterie de Marine |
| 1904    | 1912    | Charles Jouanjan (1852-1913)                      | Républicain                | Avocat Conseiller général de Saint-Malo (1900 → 1913) |
| 1912    | 1941    | Alphonse Gasnier-Duparc                           | radical-socialiste         | Avocat Ministre de la Marine (1936 → 1937) Sénateur d'Ille-et-Vilaine (1932 → 1940) Président de la délégation spéciale qui gère Saint-Malo à la Libération (1944 → 1945) Destitué par le gouvernement de Vichy              |
| 1941    | 1944    | Auguste Briand (1884-1972)                        |                            | Capitaine au long cours Nommé par le gouvernement de Vichy |
| 1945    | 1947    | René Delannoy                                     |                            | |
| 1947    | 1965    | Guy La Chambre                                    | CNIP                       | Maire de Saint-Servan-sur-Mer (1932 → 1940) Député d'Ille-et-Vilaine (1928 → 1940 et 1951 → 1958); Conseiller général de Dinard (1930 → 1940 et 1951-1958) Ancien ministre                                                   |
| 1965    | 1967    | Maurice Callame (1905-1984)                       |                            | |

| Période        | Période      | Identité         | Étiquette                 | Qualité |
| -------------- | ------------ | ---------------- | ------------------------- | --- |
| 1967           | 1977         | Marcel Planchet, | Centriste                 | Entrepreneur du BTP, Maire de Saint-Servan-sur-Mer (1965 → 1967) Conseiller général de Saint-Malo-Sud (1967 → 1998) Conseiller régional (1972 → 1976)                                                                |
| 1977           | 1983         | Louis Chopier    | PS                        | Agriculteur Président de la chambre d'agriculture d'Ille-et-Vilaine[Quand ?] Conseiller général de Saint-Malo-Nord (1982 → 1994) Parlementaire européen (1988 → 1989)                                                |
| 1983           | 1989         | Marcel Planchet, | DVD                       | Entrepreneur du BTP, Conseiller général de Saint-Malo-Sud (1967 → 1998) |
| 1989           | avril 2014   | René Couanau     | UMP (2002-2011), puis DVD | Inspecteur général de l'administration de l'éducation nationale Député d'Ille-et-Vilaine (7e circ.) (1986 → 2012); Conseiller régional de Bretagne (1986 → 1989) Président de Saint-Malo Agglomération (2001 → 2007) |
| avril 2014,    | 28 juin 2020 | Claude Renoult   | DVD                       | Retraité Ingénieur EDF Président de Saint-Malo Agglomération (2014 → ) |
| 3 juillet 2020 | En cours     | Gilles Lurton    | Les Républicains          | député d'Ille-et-Vilaine depuis 2012 |